# 副总统伯尔叛国案
发生在1807年年初的美国第三任副总统伯尔叛国案是杰斐逊执政期间最引人注目的全国大案之一，案件审理过程中充斥着各种阴谋论。最终，时任最高法院首席大法官的约翰·马歇尔引导陪审团做出了无罪判决，为宪法中规定的叛国罪确立了严格的证据要求，有效避免了这一罪名成为政治迫害的工具。这一判决受到后人极高评价，被认为是司法的一大胜利。

## 案件背景
阿龙·伯尔是托马斯·杰斐逊担任美国第三任总统时的副总统，在杰斐逊于1805年连任后，伯尔已然失宠，不再在杰斐逊政府中担任职务。卸任副总统职位后，伯尔和美国陆军准将詹姆斯·威尔金森策划对西班牙开战，夺取西班牙在北美的殖民地，包括新墨西哥、得克萨斯等地区。与此同时，为了重建政治势力，伯尔和英国驻美公使安东尼·梅里会晤，称自己准备领导西部各州发起一场脱离联邦的运动，希望英国提供资金和军事上的支持。不过，伯尔究竟是真的叛国，还是妄图借叛国之名从英国骗钱，直到今天，英美两国的学者对此仍没有确切答案。
伯尔意图叛国的消息很快传开，不断有匿名信向杰斐逊告发他。其间，参与伯尔计划的俄亥俄州富翁哈曼·布伦纳哈赛特在《俄亥俄州报》上撰写了一系列文章，号召西部各州脱离联邦，让事态更加严重。1806年10月10日，伯尔的两名助手携带一封密码信给威尔金森，声称英国海军已加入计划，并敦促威尔金森沿密西西比河而下，突袭西班牙军队。但威尔金森临阵倒戈，写信向杰斐逊指证伯尔叛国。11月初，检察官戴维斯奉命逮捕了伯尔，并提起诉讼，但在3个地区法院，伯尔均以证据不足被陪审团宣告无罪。随即，他又遭到联邦法庭的指控，案件在里士满的一家酒店里进行，那里被改造成了临时法庭。杰斐逊总统一再告知幕僚，务必将伯尔入罪。

## 案件争议
1. 威尔金森提供的密码信能否证实伯尔叛国？从信的内容看，它只涉及攻击西班牙殖民地，而没有任何美国领土牵涉其中。
2. 截至检控方提起诉讼，还没有任何公开的叛乱活动发生，除了威尔金森，检控方也没有任何证人。既然没有直接证据，如何界定叛国罪？
3. 当伯尔的军队在布伦纳哈赛特岛集结时，他本人并不在场。但最高法院的首席大法官约翰·马歇尔曾在另一起案件中沿用过英国法中的推定性叛国罪，即被告人在叛乱行为发生时不在场，仍然可控以叛国罪。在这一案件中，美国法院又会在何种程度上遵照英国法关于推定性叛国罪的规定？

## 马歇尔的判决
马歇尔认为推定性叛国罪是过度司法，并不适用，自己在另一起案件中对它的引用对本案不应构成影响。此外，他指出，要符合宪法中规定的公开叛国行为，被告人所召集的集会必须是以军事形式出现，并且，这种敌对性的行为还必须得到两个证人的证明，但起诉方连一个证人都没有。另一方面，由于没有人能证明伯尔在集会当天出现过，检控方被迫以策划和发起集会的罪名起诉他，但这一点没有被写进起诉书，马歇尔据此认为，检控方违反了宪法第六修正案：被告有权知道针对他的指控是何性质、有何情由。最终，陪审团宣布伯尔无罪释放。

## 案件影响
今天的法律学者和历史学家都认为，伯尔不应该被定为叛国罪。即便伯尔真有叛国意图，他也巧妙地将计划掩饰了起来，不易辨认。由始至终，政府没能拿出有效证据证明伯尔具有背叛国家的企图，却在杰斐逊的授意下一意孤行，让正常诉讼演变成了政治迫害。伯尔案颇具讽刺的是让杰斐逊和马歇尔的位置互换了。杰斐逊作为《独立宣言》的起草者和人权法案中各项个人权利的支持者，报复性地要惩罚党内叛徒伯尔，却把基本人权抛诸脑后。马歇尔作为首席大法官，本以保护私产作为首要职责，却在此案中保护了犯罪嫌疑人，成为其宪法权利最为警觉的捍卫者。马歇尔凭借对伯尔案的判决，为宪法中规定的叛国罪确立了严格的证据要求，有效避免了这一罪名成为政治迫害的工具。